# ستبردم خال‌خالی
ستبردم خال‌خالی (نام علمی: Neophascogale lorentzi) نام یک گونه از تبار ستبردم‌تباران است.